# 손환 (체육학자)
손환(孫煥, 1964년~)은 대한민국의 체육학자이다. 한국근대스포츠사를 전공했으며, 중앙대학교 교수로 활동 중이다.

## 경력
- 한국대학수영연맹 이사
- 한국체육학회 국문편집위원 편집위원장
- 동북아시아 체육스포츠사학회 회장
- 한국뉴스포츠협회 회장
- 국립체육박물관 건립추진위원회 자문위원
- 대한체육회 스포츠영웅 선정위원회 위원
- 대한루지경기연맹 대의원
- 한국체육학회 및 한국체육사학회 편집위원장
- 국민체육진흥공단 기금지원사업 평가위원
- 한국연구재단 인문사회본부 문화융복합단 전문위원
- 한국체육사학회 회장[1]

## 수상 내역
- 문화체육관광부 장관 표창장
- 한국올림픽성화회 연구상
- 동북아시아체육·스포츠사학회 최우수논문상
- 한국체육사학회 우수논문상[1]

## 저서
- 《조선야구사》
- 《한국 최초의 운동장, 부산 대정공원 운동장의 역사적 의미》
- 《한국 골프의 탄생》
- 《한국근대스포츠의 발자취》